# M38 (amas ouvert)
Pour les articles homonymes, voir M38.
M38 (ou NGC 1912) est un amas ouvert situé dans la constellation du Cocher. Il a été découvert par l'astronome sicilien Giovanni Battista Hodierna avant 1654, puis redécouvert indépendamment par Guillaume Le Gentil en 1749 et par Charles Messier le 25 septembre 1764 qui l'a alors intégré dans son catalogue.

## Caractéristiques
M38 est situé à environ 1 066 pc (∼3 480 al) du système solaire et les dernières estimations donnent un âge de 290 millions d'années. La taille apparente de l'amas est de 15,0 minutes d'arc, ce qui, compte tenu de la distance, donne une taille réelle maximale d'environ 15,2 années-lumière.
Selon la classification des amas ouverts de Robert Trumpler, cet amas renferme entre 50 et 100 étoiles (lettre m) dont la concentration est moyennement faible (III) et dont les magnitudes se répartissent sur un intervalle moyen (le chiffre 2).

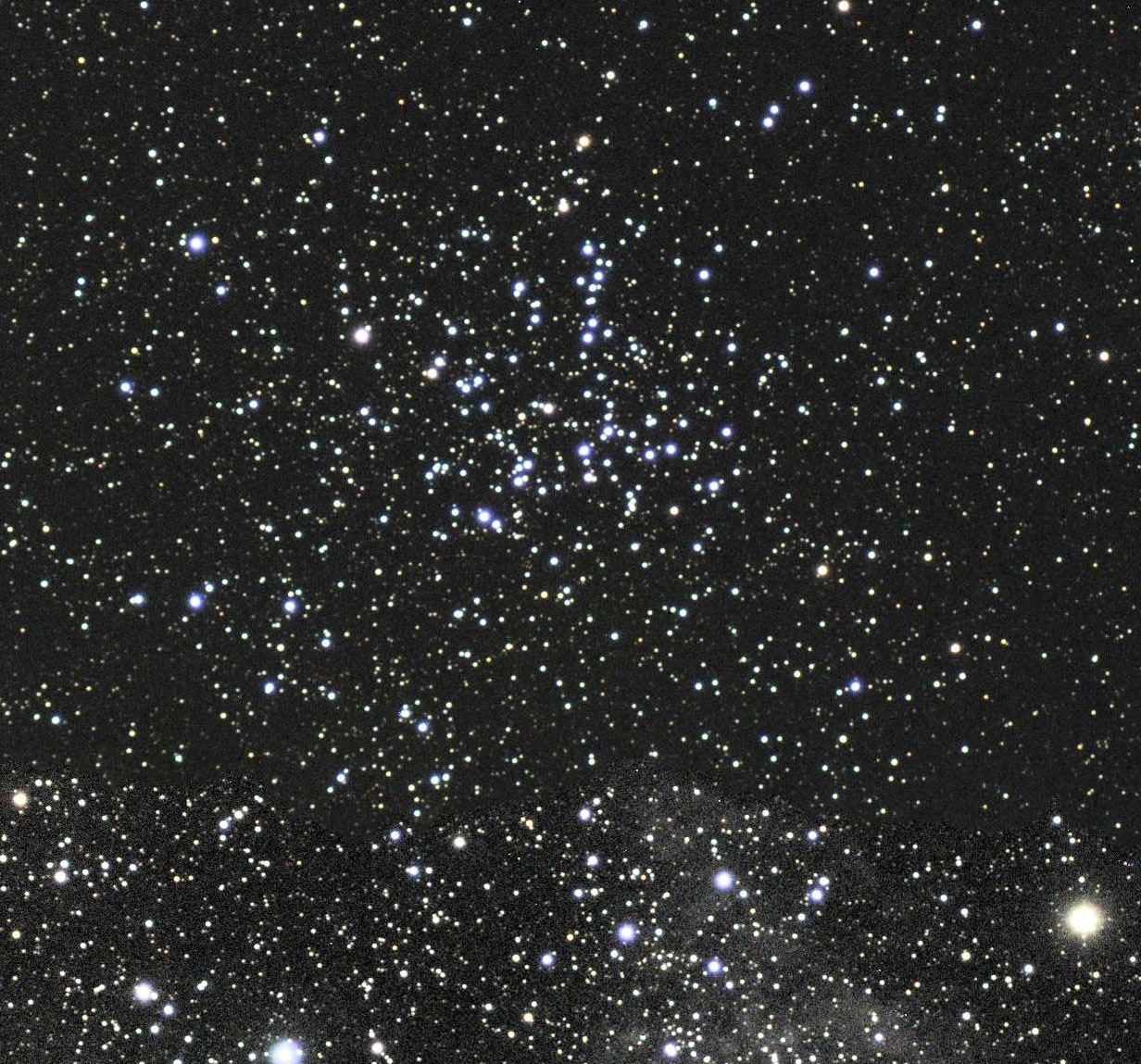
Messier 38 par Serge Corrotte
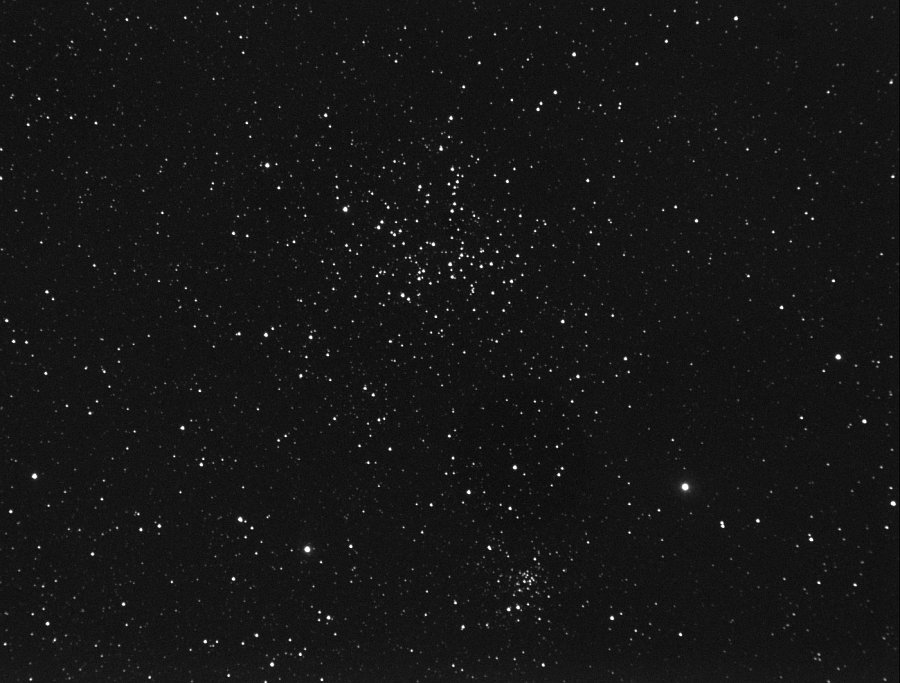
Messier 38 par Ole Nielse